# Hermann Burmeister
Carl Hermann Conrad Burmeister ou Carlos Germán Conrado Burmeister foi um naturalista alemão (Stralsund, 1807 — Buenos Aires, 1892). 
Viajou em 1850 ao Rio de Janeiro, depois à Minas Gerais, atraído pela fama de Lagoa Santa, onde passou cinco meses em companhia de Peter Wilhelm Lund. 
Retornou à Europa em 1852 e publicou três obras sobre a viagem ao Brasil: Reise nach Brasilien, Landschaftliche Bilder Brasiliens e Systematische Übersicht der Tiere Brasiliens (3 volumes). No Brasil foi publicada Viagem ao Brasil através das províncias do Rio de Janeiro e Minas Gerais: Visando especialmente a história natural dos Distritos Auri-diamantíferos
Viajou por duas vezes à Argentina, para onde finalmente se mudou, foi diretor do Museu de Ciências de Buenos Aires por 30 anos, até a sua morte.